# Sofka (film)
Pour plus de détails, voir Fiche technique et Distribution.
Sofka est un film yougoslave dramatique réalisé par Rados Novakovic, dont le scénario est tiré du roman classique de la littérature réaliste serbe Nečista krv (Sang impur) de 1910 de l'auteur serbe Borisav Stanković et sorti en 1948.
Après quatre films glorifiant les exploits des Partisans yougoslaves, Sofka est le premier film de fiction yougoslave sorti après 1945 et traitant d'un thème sans rapport avec la Seconde Guerre mondiale.

## Situation
Le début de l'action se situe à Vranje (actuellement au sud de la Serbie) en janvier 1876, au lendemain de la fin de la domination ottomane. Vranje est la ville natale de l'auteur du roman, Borisav Stanković.

## Synopsis
Pour sauver sa famille de la ruine, Sofka, une femme de toute beauté, est d'accord d'être vendue à un riche marchand et de devenir la femme de son fils âgé de douze ans. Devenu adulte, il découvre la vérité et n'éprouve plus que du dégoût pour Sofka qui semblait heureuse et sereine. Elle reste cependant auprès de son mari.

## Distribution
- Milivoje Zivanovic (sh) : Marko
- Vera Gregovic : Sofka
- Marija Crnobori : Todora
- Tomislav Tanhofer : Mita
- Mila Dimitrijevic : Magda
- Marija Taborska : Stana
- Marko Marinkovic : Arsa
- Rade Markovic : Tomca
- Mirko Milisavljevic : Tone
- Bozo Alfirevic :
- Rade Brasanac :
- Branko Djordjevic :
- Dragomir Felba :
- Ljiljana Jovanovic :
- Ljubisa Jovanovic :
- Jovan Nikolic :
- Sofija Peric-Nesic :
- Vojin Tatic :
- Nevenka Urbanova :